# Zamacra albofasciaria
Zamacra albofasciaria är en fjärilsart som beskrevs av Matsumura 1910. Zamacra albofasciaria ingår i släktet Zamacra och familjen mätare. Inga underarter finns listade i Catalogue of Life.